# MonDocteur
Fondé en 2013, MonDocteur était une start-up française. La plateforme proposait un service payant pour les praticiens, de prise de rendez-vous en ligne entre professionnels de santé et patients, avant d'être rachetée par Doctolib en 2018.

## Service
MonDocteur fournit à des médecins un logiciel de gestion de cabinet et de rendez-vous en ligne,:
Il permet de trouver certains médecins qui utilisent ce service d'abonnement, avec la géolocalisation et consulter leur agenda de disponibilité afin de prendre rendez-vous en ligne. MonDocteur référence aussi les secteurs de facturations des médecins, les moyens de paiement.

## Modèle économique
À l’instar de son équivalent américain Zocdoc (en) ou de son concurrent Doctolib en France, MonDocteur fonctionne sur le modèle économique des logiciels Saas. L’entreprise commercialise ce service aux professionnels de santé via un abonnement mensuel. Côté patient, l’accès au service de prise de rendez-vous en ligne et à l’espace personnel est gratuit.

## Informations économiques
Le Groupe Lagardère, via sa filiale média Lagardère Active, a investi 14,4 millions d’euros depuis 2013 dans l’entreprise, devenant actionnaire majoritaire. 
Quatre ans après sa création, la start-up compte 200 employés, 12 000 clients professionnels de santé sur la plateforme et l’implantation dans 1 287 villes en France.
En 2018, Mondocteur est racheté par Doctolib.